# Microrégion du Seridó oriental de Paraíba
La microrégion du Seridó oriental de Paraíba est l'une des quatre microrégions qui subdivisent la Borborema de l'État de Paraíba au Brésil.
Elle comporte 9 municipalités qui regroupaient 70 892 habitants en 2006 pour une superficie totale de 2 609 km².

## Municipalités[1]
- Baraúna
- Cubati
- Frei Martinho
- Juazeirinho
- Nova Palmeira
- Pedra Lavrada
- Picuí
- Seridó
- Tenório